# Zaplana, Vrhnika
Zaplana este o localitate din comuna Vrhnika, Slovenia, cu o populație de 439 de locuitori.